# Arsame
Arsame, noto anche come Arsane (in persiano antico Aršama; IV secolo a.C. – IV secolo a.C.), appartenente alla dinastia achemenide nel IV secolo a.C., era uno dei figli di Ostane e quindi nipote del Grande Re Dario II.

## Biografia
Arsame era sposato con Sisigambi, che con tutta probabilità era anche sua sorella. Ebbero come figli Dario III († 330 a.C.), l'ultimo Gran Re di Persia, e Ossiatre. Una delle figlie fu Statira, che più tardi sposò il fratello Dario III.
Ostane, come anche la maggior parte dei suoi figli e nipoti, fu fatto uccidere da Artaserse III nel 358 a. C., poiché Artaserse li vedeva tutti come potenziali minacce al suo trono. Arsame e Sisigambi, come anche un'altra sorella, sopravvissero al massacro del 358 a. C., probabilmente poiché Artaserse III non li considerava una minaccia, forse in quanto essi vivevano lontano da corte e quindi avevano su questa scarsa influenza. Così dice anche la biografia di Dario III, che era inizialmente vissuto al di sotto del livello che avrebbe comportato il suo ceto, lavorando nella modesta posizione di messaggero (ἀστάνδης) reale di Artaserse III. In altro scritto Plutarco lo indica come "schiavo" (δούλου) del re.
Arsame deve essere morto prima dell'incoronazione di suo figlio, avvenuta nel 336 a.C., poiché di lui in questa e in altre successive occasioni non viene più citato.